# Zdziebórz
Zdziebórz – wieś w Polsce położona w województwie mazowieckim, w powiecie wyszkowskim, w gminie Somianka. Ma statys sołectwa.
| SIMC    | Nazwa    | Rodzaj    |
| ------- | -------- | --------- |
| 0520484 | Zielonka | część wsi |

Prywatna wieś szlachecka Zdzieborz Wielki położona była w drugiej połowie XVI wieku w powiecie kamienieckim ziemi nurskiej województwa mazowieckiego. W latach 1975–1998 miejscowość administracyjnie należała do województwa ostrołęckiego.
Stąd pochodził ks. infułat Zdzisław Król, który zginął w katastrofie prezydenckiego samolotu pod Smoleńskiem 10 kwietnia 2010 roku.